# Корея (пароход)
Корея — грузо-пассажирский пароход, участвовавший в Цусимском походе и сражении в качестве угольного транспорта.

## История
Построен в Германии по заказу датской Восточно-Азиатской компании под названием «Korea». 13 октября 1899 года вышел в первый рейс. В 1900 году передан Российскому Восточно-Азиатскому пароходству. Осуществлял грузо-пассажирские перевозки из Одессы и Санкт-Петербурга в Порт-Артур и Владивосток. Летом 1904 года был зафрахтован Морским ведомством и под командованием капитана Баканова включен в состав 2-й эскадры Флота Тихого Океана в качестве угольного транспорта. Перед выходом в плавание была оборудована станцией беспроволочного телеграфа системы «Маркони».
Вместе с эскадрой транспорт совершил плавание от Кронштадта до Цусимского пролива. Во время похода буксировал миноносцы и бункеровал углем крейсера. 11 (24) ноября столкнулся правой скулой с шедшим впереди транспортом «Малайя», погнув листы обшивки. Во время последнего перехода из Индокитая во Владивосток был загружен углём, минами заграждения и большим количеством запасных частей для кораблей эскадры.
В начале Цусимского сражения шёл замыкающим в колонне транспортов. В ходе боя получил одну крупную пробоину в районе угольных ям и незначительные повреждения надстроек (осколками было ранено 2 человека). В темноте потерял эскадру и некоторое время вместе с транспортом «Анадырь» следовал на юго-запад, но утром направился в Шанхай. Перед заходом в порт были выброшены за борт мины заграждения. 30 мая (12 июня) был интернирован в Шанхае и 12 (25) июня введён в сухой док для устранения повреждений. В ноябре 1905 года прибыл во Владивосток, где принимал участие в перевозке военнопленных из Японии.
Вначале 1906 года вернулся в Одессу с эшелоном демобилизованных солдат. Затем работал на линии Либава — Нью-Йорк. 15 февраля 1910 года вышел с грузом руды из Нарвика в Филадельфию. 1 марта 1910 года потерпел аварию в северной Атлантике. Команду снял английский пароход «Caledonia». В течение несколько дней оставался на плаву, после чего затонул.